# Alfred Kienitz
Alfred Kienitz (ur. 1924, zm. 26 listopada 2015) – polski ekonomista, specjalista w zakresie polskich portów morskich.
Był absolwentem Wyższej Szkoły Handlu Morskiego w Sopocie oraz Akademii Handlowej w Poznaniu, współtwórcą i wieloletnim pracownikiem Zakładu Portów Instytutu Morskiego w Gdańsku. Zmarł 26 listopada 2015 roku i został pochowany na cmentarzu komunalnym w Sopocie.

## Wybrane odznaczenia
- Krzyż Kawalerski Orderu Odrodzenia Polski (1956)[3]
- Złoty Krzyż Zasługi[1]

## Wybrane publikacje
- Problemy ekonomicznej efektywności pogłębiania torów wodnych do portów morskich (Wydawnictwo Instytutu Morskiego, Gdańsk, 1972)
- Problemy ekonomicznej efektywności pogłębiania torów wodnych podejściowych do portów morskich (Instytut Morski, Gdańsk, 1970)